# Trachelophora niasica
Trachelophora niasica är en skalbaggsart som beskrevs av Aurivillius 1924. Trachelophora niasica ingår i släktet Trachelophora och familjen långhorningar. Inga underarter finns listade i Catalogue of Life.